# 11 파르테노페
11 파르테노페(11 Parthenope)는 소행성대의 소행성 중 하나이다.
파르테노페는 1850년 5월 11일, 아니발레 데 가스파리스에 의해 발견됐다. 파르테노페라는 이름은 그리스 신화의 세이렌 중 하나의 이름에서 따왔다. 또한 파르테노페는 나폴리의 옛 이름이기도 하다.
1987년 2월 13일, 2006년 4월 28일, 두 번 파르테노페의 엄폐 현상이 관측됐다.
2008년 8월 6일, 근일점에 위치 했을 때, 파르테노페의 겉보기등급은 8.8 등급이었다.

## 질량
2007년, 베어와 체슬리는 17 테티스의 작은 변화를 기초로 하여 파르테노페의 질량과 밀도를 계산했다. 2008년, 베어는 파르테노페의 질량을 다시 추산했고, 1997년과 2001년 비아투와 라라포트가 질량과 밀도를 계산했다.

## 같이 보기
- 행성